# Олсен, Элизабет
Эли́забет Чейз О́лсен (англ. Elizabeth Chase Olsen; род. 16 февраля 1989, Шерман-Оукс, Калифорния, США) — американская актриса. Дебютировала в триллере «Марта, Марси Мэй, Марлен» в 2011 году, затем сыграла главную роль в фильме ужасов «Тихий дом». Известна по роли Ванды Максимофф / Алой Ведьмы в медиафраншизе «Кинематографическая вселенная Marvel».

## Биография
Родилась 16 февраля 1989 года в городке Шерман-Оукс, пригороде Лос-Анджелеса (штат Калифорния) в семье ипотечного банкира Дэвида Олсена (род. 1953) и бывшей балерины Джарнетт Фуллер (род. 1954). В 1995 году, когда Элизабет было 6 лет, её родители развелись. У Элизабет есть старший брат Джеймс Трент Олсен (род. 1984) и сёстры-близнецы — известные актрисы, продюсеры и дизайнеры Мэри-Кейт и Эшли Фуллер Олсен (род. 1986). Также у Элизабет есть единокровные сестра Тейлор Олсен (род. 1996) и брат Джейк Олсен (род. 1997) от второго брака её отца с Мартой МакКензи.
Элизабет — выпускница Atlantic Theater Company и NYU Tisch School of the Arts, провела семестр, обучаясь в Школе-студии МХАТ по программе обмена.

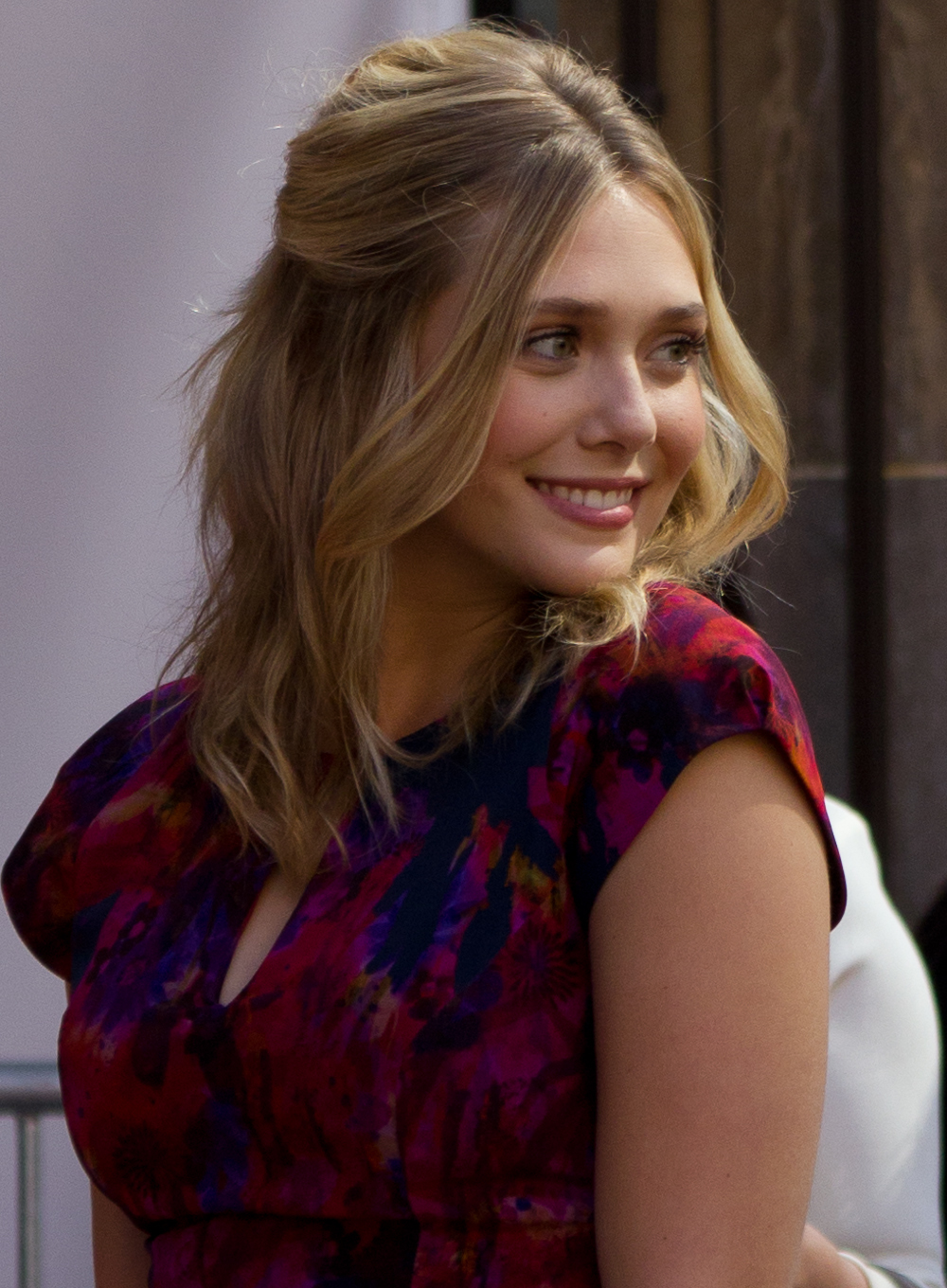
Олсен на Международном кинофестивале в Торонто в 2011 году на премьере фильма «Марта, Марси Мэй, Марлен»

Олсен начала сниматься в четыре года и приняла участие в шести постановках со своими сёстрами Мэри-Кейт и Эшли; также участвовала в прослушивании фильма «Дети шпионов». В 2004 году Элизабет почти бросила играть из-за шумихи в СМИ вокруг расстройства питания Мэри-Кейт. В 2011 году Олсен снялась в прорывной для неё роли в фильме «Марта, Марси Мэй, Марлен», дебютировавшем на кинофестивале Сандэнс. Фильм, наряду с игрой Элизабет, получил хорошее признание критиков. Элизабет получила многочисленные номинации и награды критиков за изображение персонажа Марты, девушки, страдающей заблуждением и паранойей после бегства из секты и возвращения к семье, включая номинации на премию «Выбор критиков» как «Лучшая актриса» и премию «Независимый дух» за лучшую женскую роль. Она объяснила свой интерес к персонажу собственным восхищением психическими заболеваниями. Далее актриса снялась в фильме ужасов «Тихий дом», в котором сыграла роль Сары. Фильм получил смешанные отзывы, но выступление Элизабет было похвальным. Олсен появилась в клипе «Королева» Карлотты. В середине 2011 года Олсен снялась в фильме «Красные огни», который был выпущен в США 13 июля 2012 года. Она снялась в фильме Джоша Рэднора «Гуманитарные науки», который вышел на экраны 22 января 2012 года. Позже Элизабет и Дакота Фэннинг снялись в фильме «Очень хорошие девочки» 2013 года.

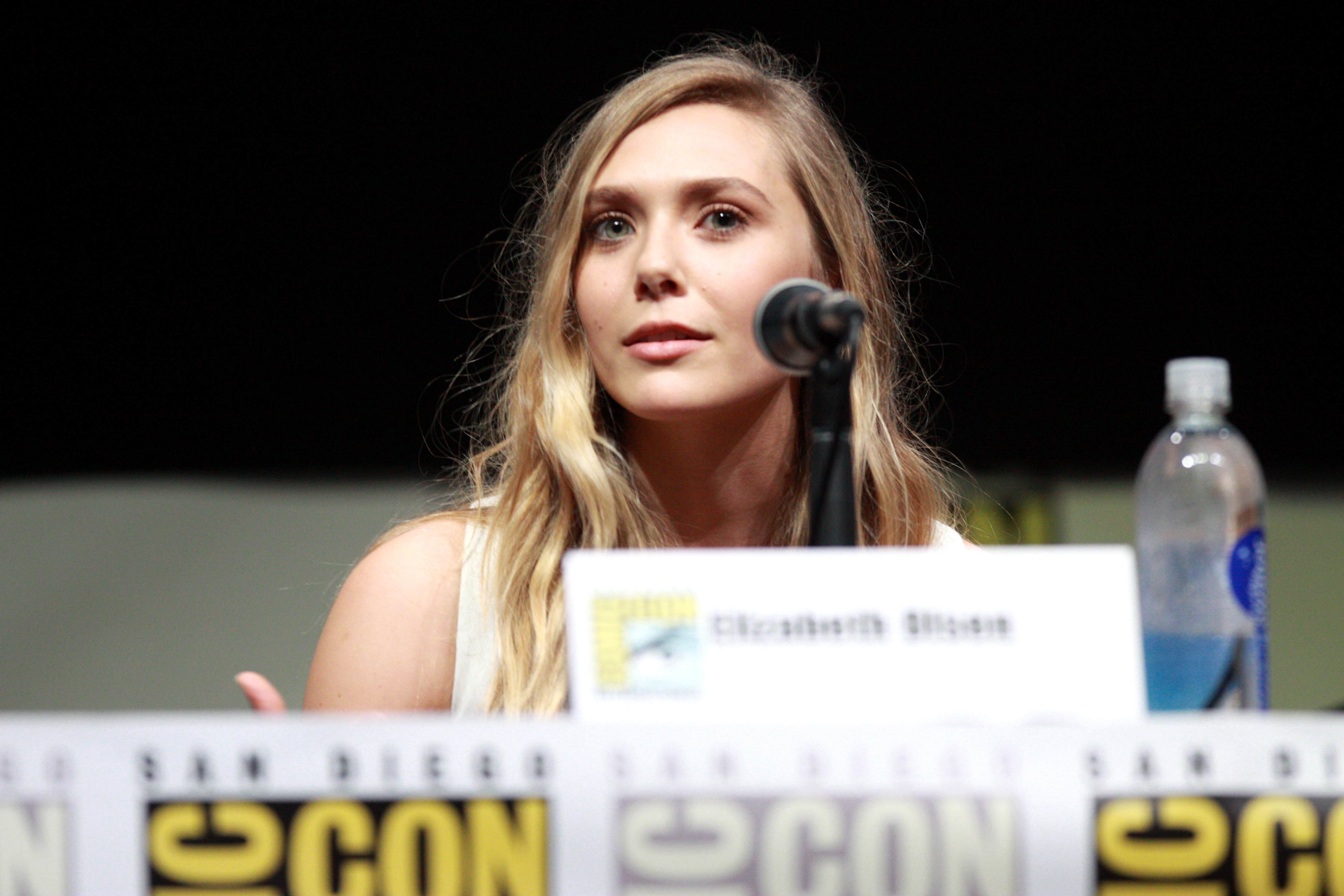
Элизабет Олсен на Комик-Коне Сан-Диего в 2013 году

В январе 2013 года Олсен была номинирована на премию BAFTA «Восходящая звезда». В 2013 году Элизабет снялась в американском ремейке южнокорейского фильма 2003 года — «Олдбой»; она сыграла Мари, молодого социального работника, у которой сложились отношения с главным героем, исполненным Джошем Бролином. В фильме «Убей своих любимых» она сыграла Эди Паркер, первую жену Джека Керуака, одного из членов «Бит-поколение» и автора мемуара You’ll Be Okay. Также в 2013 году она сыграла Джульетту во внебродвейской постановке пьесы Уильяма Шекспира «Ромео и Джульетта». Критик The New York Times Бен Брантли описал её образ как «чередующийся между дерзкой раздражительностью и истерией». Она снялась в фильме «Тереза Ракен», адаптации классической новеллы Эмиля Золя «Thérèse Raquin». Фильм вышел в феврале 2014 года.
В 2014 году Олсен снялась в фильме-перезапуске компании Legendary «Годзилла» с Брайаном Крэнстоном и Аароном Тейлор-Джонсоном в главных ролях; фильм получил положительные отзывы и собрал в прокате 529 млн долларов при бюджете в 160 млн. Олсен присоединилась к Кинематографической вселенной Марвел, сыграв роль Ванды Максимофф в фильме «Мстители: Эра Альтрона» 2015 года, сиквеле фильма «Мстители». Впервые она появилась в этой роли в сцене после титров фильма «Первый мститель: Другая война» 2014 года вместе с Аароном Тейлор-Джонсоном, который изобразил её брата-близнеца, Пьетро. Она повторила эту роль в 2016 году в фильме «Первый мститель: Противостояние», в 2018 году в «Мстители: Война бесконечности», в 2019 году в «Мстители: Финал», в 2021 году в мини-сериале «Ванда/Вижн» и в 2022 году в фильме «Доктор Стрэндж: В мультивселенной безумия».
Олсен изобразила Одри Уильямс, жену Хэнка Уильямса, менеджера и партнёра по дуэту, в биографическом фильме «Я видел свет» Марка Абрахама 2015 года с Томом Хиддлстоном в роли Хэнка Уильямса. В 2017 году Элизабет снялась вместе с Джереми Реннером в дебютном фильме режиссёра Тейлора Шеридана «Ветреная река». Позже в том же году с Обри Плаза она снялась в картине Мэтта Спайсера «Ингрид едет на Запад». Оба фильма вышли на экраны в августе 2017 года и получили положительные отзывы. В следующем году она появилась в фильме Netflix «Кодахром», сыграв сиделку фотографа, которого сыграл Эд Харрис. Олсен была исполнительным продюсером и сыграла молодую вдову по имени Ли Шоу в веб-телесериале Facebook Watch «Сожалею о вашей утрате», премьера которого состоялась в сентябре 2018 года. Она сказала, что три года, которые потребовались для разработки сериала, позволили ей погрузиться в порывы Шоу. Критики оценили сериал положительно, а актёрская игра Олсен, которая принесла ей номинацию на премию «Выбор критиков» за лучшую женскую роль в драматическом сериале, была названа «ошеломляющей», «дисциплинированной и острой» и «полной лукавого сочувствия». Сериал был отменён в 2020 году после двух сезонов.
В конце 2018 года Disney подтвердили, что телесериал Marvel Studios с участием Олсен и Пола Беттани будет показан на готовящейся к запуску стриминговой службе Disney+; название, «Ванда/Вижн», было раскрыто в апреле 2019 года. Премьера состоялась в январе 2021 года. Помимо похвалы химии Олсена и Беттани, критики похвалили актёрский состав, а Алекс Абад-Сантос из Vox написал, что Олсен блестяще сыграла свою роль, а Линда Холмс из National Public Radio подчеркнула её «неизгладимое центральное исполнение» в соответствующих обзорах. Олсен была номинирована на прайм-таймовую премию «Эмми» за лучшую женскую роль в мини-сериале или фильме, а также номинирована на премию «Золотой глобус» за лучшую женскую роль в мини-сериале или телефильме за свою актёрскую игру. Она повторила роль в фильме «Доктор Стрэндж: В мультивселенной безумия», который вышел в мае 2022 года и получил неоднозначные отзывы, хотя актёрская игра Олсен получила похвалу.
Олсен сыграла домохозяйку Кэнди Монтгомери в «Любви и смерти», сериале HBO Max об убийстве в Техасе в 1980 году.

## Личная жизнь
Олсен утверждает, что стала атеисткой в 13 лет, потому что верит, что «религия должна быть связана с общиной и наличием места для молитвы, а не с чем-то таким, что должно определять свободы женщин». Олсен училась в NYU Tisch School of the Arts и Atlantic Theater Company и окончила её в марте 2013 года, после шести лет непрерывной учёбы. В честь неё и её старшего брата была названа линия одежды её сестер — «Элизабет и Джеймс».
Когда-то у Олсен была лицензия на недвижимость в Нью-Йорке, которую она получила после первого переезда туда. Олсен — посол бренда Bobbi Brown Cosmetics.
Олсен начала встречаться с актёром Бойдом Холбруком в сентябре 2012 года после знакомства на съёмках фильма «Очень хорошие девочки». Элизабет и Бойд обручились в марте 2014 года, но позднее, в январе 2015 года, расстались.
С 2017 года встречается с солистом американской инди-поп-группы Milo Greene Робби Арнеттом, с которым она обручилась в 2019 году. В 2021 году пара тайно поженилась. Они живут в Лос-Анджелесе.

## Фильмография

### Фильмы
| Год  |   | Русское название                          | Оригинальное название                       | Роль                          |
| ---- | - | ----------------------------------------- | ------------------------------------------- | ----------------------------- |
| 2011 | ф | Марта, Марси Мэй, Марлен                  | Martha Marcy May Marlene                    | Марта                         |
| 2011 | ф | Тихий дом                                 | The Silent House                            | Сара                          |
| 2011 | ф | Мир, любовь и недопонимание               | Peace, Love, & Misunderstanding             | Зои                           |
| 2012 | ф | Красные огни                              | Red Lights                                  | Салли Оуэн                    |
| 2012 | ф | Гуманитарные науки                        | Liberal Arts                                | Зибби                         |
| 2012 | ф | Очень хорошие девочки                     | Very Good Girls                             | Джерри                        |
| 2013 | ф | Тереза Ракен                              | In Secret                                   | Тереза Ракен                  |
| 2013 | ф | Убей своих любимых                        | Kill Your Darlings                          | Эди Паркер                    |
| 2013 | ф | Олдбой                                    | Oldboy                                      | Мари Себастьян                |
| 2014 | ф | Первый мститель: Другая война             | Captain America: The Winter Soldier         | Ванда Максимофф               |
| 2014 | ф | Годзилла                                  | Godzilla                                    | Элль Броди                    |
| 2015 | ф | Мстители: Эра Альтрона                    | Avengers: Age of Ultron                     | Ванда Максимофф               |
| 2015 | ф | Я видел свет                              | I Saw the Light                             | Одри Мэй Уильямс              |
| 2016 | ф | Первый мститель: Противостояние           | Captain America: Civil War                  | Ванда Максимофф               |
| 2017 | ф | Ветреная река                             | Wind River                                  | Агент ФБР Джейн Беннер        |
| 2017 | ф | Ингрид едет на Запад                      | Ingrid Goes West                            | Тейлор Слоун                  |
| 2018 | ф | Мстители: Война бесконечности             | Avengers: Infinity War                      | Ванда Максимофф               |
| 2018 | ф | Кодахром                                  | Kodachrome                                  | Зои                           |
| 2019 | ф | Мстители: Финал                           | Avengers: Endgame                           | Ванда Максимофф               |
| 2022 | ф | Доктор Стрэндж: В мультивселенной безумия | Doctor Strange in the Multiverse of Madness | Ванда Максимофф / Алая Ведьма |
| 2023 | ф | Его три дочери                            | His Three Daughters                         | Кристина                      |
| 2024 | ф | Оценка                                    | The Assessment                              | Миа                           |
| 2025 | ф | Вечность                                  | Eternity                                    | Джоан                         |
|      | ф | Паникуйте осторожно                       | Panic Carefully                             |                               |

### Телевидение
| Год       |    | Русское название               | Оригинальное название | Роль                          |
| --------- | -- | ------------------------------ | --------------------- | ----------------------------- |
| 1994      | ф  | Весёлые деньки на Диком Западе | How the West Was Fun  | камео                         |
| 2016      | ф  | Пьяная история                 | Drunk History         | Норма Копп                    |
| 2017      | с  | Квест Хармона                  | HarmonQuest           | Стиррип                       |
| 2018—2019 | вс | Сожалею о вашей утрате         | Sorry for Your Loss   | Ли Шоу                        |
| 2021      | с  | Ванда/Вижн                     | WandaVision           | Ванда Максимофф / Алая Ведьма |
| 2023      | с  | Любовь и смерть                | Love and Death        | Кэнди Монтгомери              |
| 2025      | мс | Зомби Marvel                   | Marvel Zombies        | Ванда Максимофф / Алая Ведьма |

## Награды и номинации
| Год  | Премия                                        | Номинация                                                                                              | Фильм                           | Результат | Приме- чание |
| ---- | --------------------------------------------- | --- | ------------------------------- | --------- | ------------ |
| 2011 | Ассоциация Кинокритиков Чикаго                | Наиболее многообещающий исполнитель                                                                    | Марта, Марси Мэй, Марлен        | Победа    | [ 70 ]       |
| 2011 | Ассоциация Кинокритиков Чикаго                | Лучшая актриса                                                                                         | Марта, Марси Мэй, Марлен        | Номинация | [ 71 ]       |
| 2011 | Ассоциация Кинокритиков Лос-Анджелеса         | New Generation Award                                                                                   | Марта, Марси Мэй, Марлен        | Победа    | [ 72 ]       |
| 2011 | Alliance of Women Film Journalists            | Best Breakthrough Performance                                                                          | Марта, Марси Мэй, Марлен        | Победа    |              |
| 2011 | Гентский международный кинофестиваль          | Special Mention                                                                                        | Марта, Марси Мэй, Марлен        | Победа    | [ 73 ]       |
| 2011 | Florida Film Critics Circle                   | Pauline Kael Breakout Award                                                                            | Марта, Марси Мэй, Марлен        | Победа    | [ 74 ]       |
| 2011 | Vancouver Film Critics Circle                 | Лучшая актриса                                                                                         | Марта, Марси Мэй, Марлен        | Победа    | [ 75 ]       |
| 2011 | Ассоциация Кинокритиков Торонто               | Лучшая актриса                                                                                         | Марта, Марси Мэй, Марлен        | Номинация | [ 76 ]       |
| 2011 | Broadcast Film Critics Association            | Лучшая актриса                                                                                         | Марта, Марси Мэй, Марлен        | Номинация | [ 77 ]       |
| 2011 | Общество кинокритиков Детройта                | Best Breakthrough Performance                                                                          | Марта, Марси Мэй, Марлен        | Номинация | [ 78 ]       |
| 2011 | Готэм                                         | Best Breakthrough Actress                                                                              | Марта, Марси Мэй, Марлен        | Номинация | [ 79 ]       |
| 2011 | Готэм                                         | Best Ensemble Performance                                                                              | Марта, Марси Мэй, Марлен        | Номинация | [ 79 ]       |
| 2011 | Независимый дух                               | Лучшая женская роль                                                                                    | Марта, Марси Мэй, Марлен        | Номинация | [ 80 ]       |
| 2011 | Online Film Critics Society                   | Лучшая актриса                                                                                         | Марта, Марси Мэй, Марлен        | Номинация | [ 81 ]       |
| 2011 | San Diego Film Critics                        | Лучшая актриса                                                                                         | Марта, Марси Мэй, Марлен        | Номинация | [ 82 ]       |
| 2011 | Премия «Сатурн»                               | Лучшая актриса                                                                                         | Марта, Марси Мэй, Марлен        | Номинация | [ 83 ]       |
| 2011 | Washington D.C. Area Film Critics Association | Лучшая актриса                                                                                         | Марта, Марси Мэй, Марлен        | Номинация | [ 84 ]       |
| 2013 | Fangoria Chainsaw Awards                      | Best Leading Actress                                                                                   | Тихий дом                       | Победа    | [ 85 ]       |
| 2014 | Teen Choice Awards                            | Choice Movie: Breakout Star                                                                            | Годзилла                        | Номинация | [ 86 ]       |
| 2015 | Deauville American Film Festival              | Hollywood Rising Star Award                                                                            | Я видел свет                    | Победа    | [ 87 ]       |
| 2015 | Teen Choice Awards                            | Choice Movie: Breakout Star                                                                            | Мстители: Эра Альтрона          | Номинация | [ 88 ]       |
| 2016 | Teen Choice Awards                            | Choice Movie: Chemistry совместно с Крисом Эвансом, Себастианом Стэном, Энтони Маки и Джереми Реннером | Первый Мститель: Противостояние | Номинация | [ 89 ]       |
| 2019 | Выбор критиков                                | Лучшая актриса драматического сериала                                                                  | Сожалею о вашей утрате          | Номинация | [ 90 ]       |
| 2021 | MTV Movie & TV Awards                         | Лучший перформанс в сериале                                                                            | Ванда/Вижн                      | Победа    |              |
| 2021 | MTV Movie & TV Awards                         | Лучшая сцена битвы. Совместно с Кэтрин Хан                                                             | Ванда/Вижн                      | Победа    |              |
| 2021 | Телевизионная премия Gold Derby               | Актриса года                                                                                           | Ванда/Вижн                      | Номинация |              |
| 2021 | Телевизионная премия Gold Derby               | Лучшая актриса в мини-сериале или телефильме                                                           | Ванда/Вижн                      | Номинация |              |
| 2021 | Ассоциация Голливудских критиков              | Лучшая актриса в мини-сериале, сериале-антологии или телефильме                                        | Ванда/Вижн                      | Номинация |              |
| 2021 | Премия Dorian                                 | Лучшее ТВ-исполнение                                                                                   | Ванда/Вижн                      | Номинация |              |
| 2021 | Премия Ассоциации телевизионных критиков      | Личные достижения в драме                                                                              | Ванда/Вижн                      | Номинация |              |
| 2021 | «Эмми»                                        | Лучшая женская роль в мини-сериале или фильме                                                          | Ванда/Вижн                      | Номинация |              |